# Dr. John
Dr. John, właśc. Malcolm John Rebennack Jr., również Mac Rebennack, Dr. John Creaux lub Dr. John the Night Tripper (ur. 20 listopada 1941 w Nowym Orleanie, zm. 6 czerwca 2019 tamże) – amerykański wokalista, pianista, gitarzysta, tworzący w takich stylach jak pop, rock, blues. Laureat kilku nagród Grammy (1989, 1992, 1996, 2000, 2008, 2013). W 2011 wprowadzony do Rock and Roll Hall of Fame.

## Dyskografia

### Solo
- Gris-Gris (1968) (Atco, SD 33-234)
- Babylon (1969)
- Remedies (1970) (Atco, SD 33-316)
- The Sun, Moon & Herbs (1971) (Atco, SD 33-362)
- Dr. John’s Gumbo (1972)
- In the Right Place (1973) (Atco, SD 7018)
- Desitively Bonnaroo (1974) (Atco, SD 7043)
- Hollywood Be Thy Name (1975) (UA-LA552G)
- Cut Me While I'm Hot: The Sixties Sessions [Session Work Compilation] (1975)
- City Lights (1978)
- Tango Palace  (1979)  (Horizon, SP-740)
- Dr. John Plays Mac Rebennack Vol. 1 (1981)
- Loser for You Baby (1982)
- Dr. John Plays Mac Rebennack Vol. 2 (The Brightest Smile in Town) (1983)
- In a Sentimental Mood (1989)
- ZuZu Man [Outtakes Compilation] (1989)  (Trip Records TLP-9518)
- Goin' Back to New Orleans (1992)
- Television (1994)
- Afterglow (1995)
- Trippin' Live
- Anutha Zone (1998)
- Duke Elegant (1999) (Parlophone, 7243 5 23220 2 2)
- Creole Moon (2001)
- All By Hisself, Live At The Lonestar (2003)
- N'Awlinz: Dis Dat or d'Udda (2004)
- Sippiana Hericane (2005)
- Mercernary (2006) (Blue Note 54541)
- The City That Care Forgot (2008)
- Curious George – A Very Monkey Christmas – Music from the Motion Picture (2009)  (Universal Studios)
- Tribal (2010)
- Locked Down (2012)
- Ske-Dat-De-Dat: The Spirit of Satch (2014)

### Z Bluesiana Triangle
- Bluesiana Triangle (Windham Hill, 1990)
- Bluesiana Triangle II (Windham Hill, 1991)